# Cleonir Paulo Dalbosco
Cleonir Paulo Dalbosco (Barros Cassal, 25 de setembro de 1970) é o bispo diocesano de Bagé, no Rio Grande do Sul.

## Biografia
Cleonir ingressou no seminário em 1987, em Soledade (RS). Cursou filosofia no Instituto de Filosofia Padre Berthier, em Passo Fundo (RS), e teologia na Escola Superior de Teologia e Espiritualidade Franciscana, em Porto Alegre (RS). Também é bacharel em administração de empresas pela Universidade de Caxias do Sul e tem especialização em gestão de pessoas pela Universidade Anhanguera. Em 19 de setembro de 1998, fez sua profissão solene na Ordem dos Frades Menores Capuchinhos, em Canoas (RS) e, em 20 de setembro do mesmo ano, foi ordenado diácono. Recebeu a ordenação presbiteral em 20 de fevereiro de 1999.
Foi pároco na Paróquia Nossa Senhora de Fátima, em Santa Maria (RS) de 1999 a 2005; Guardião da Fraternidade dos Freis Capuchinhos, em Santa Maria; Assessor Diocesano da Pastoral da Juventude, na diocese de Santa Maria; Vigário Provincial e Definidor da Pastoral e Meios de Comunicação Social da Ordem dos Frades Menores Capuchinhos, na Província dos Freis Capuchinhos do Rio Grande do Sul; Ministro Provincial da Ordem dos Frades Menores, na Província Sagrada Coração de Jesus (RS); Visitador Apostólico na Congregação dos Clérigos Regulares; Diretor Geral da Pousada dos Capuchinhos, entre outras funções.

## Episcopado
No dia 26 de setembro de 2018, foi nomeado pelo Papa Francisco bispo da Diocese de Bagé. Sendo celebrante principal, Dom José Gislon, O.F.M.Cap., e co-celebrantes o Arcebispo de Porto Alegre, Dom Jaime Spengler, O.F.M. e o Bispo de Cruz Alta, Dom Adelar Baruffi.